# Madame Bovary
Madame Bovary é um romance de Gustave Flaubert. Chamado de "romance dos romances", Madame Bovary é considerado pioneiro dentre os romances realistas, tornando-se famoso por sua originalidade. Posteriormente, levou à cunhagem do termo "bovarismo" na psicologia, em referência às características psicológicas da protagonista. Quando foi lançado, Flaubert foi levado a julgamento pela obra, despertando um grande interesse pelo romance.

## Histórico
Flaubert criou uma cena muito peculiar para sua época tendo em vista os meios foi levado aos tribunais, onde utilizou a famosa frase "Emma Bovary c'est moi" (Emma Bovary sou eu) para se defender das acusações. Acusado de ofensa à moral e à religião, num processo contra o autor e também contra Laurent Pichat, diretor da revista Revue de Paris, em que a história foi publicada pela primeira vez, em episódios e com alguns pequenos cortes.
A Sexta Corte Correcional do Tribunal do Sena absolveu Flaubert, mas o mesmo procedimento não foi adotado pelos críticos puritanos da época, que não perdoaram o autor pelo tratamento cru que ele tinha dado, no romance, ao tema do adultério, pela crítica ao clero e à burguesia: (Gostava do mar apenas pelas suas tempestades e da verdura só quando a encontrava espalhada entre ruínas. Tinha necessidade de tirar de tudo uma espécie de benefício pessoal e rejeitava como inútil o que quer que não contribuísse para a satisfação imediata de um desejo do seu coração - tendo um temperamento mais sentimental do que artístico e interessando-se mais por emoções do que por paisagens.)

## Resumo dos capítulos
Parte I

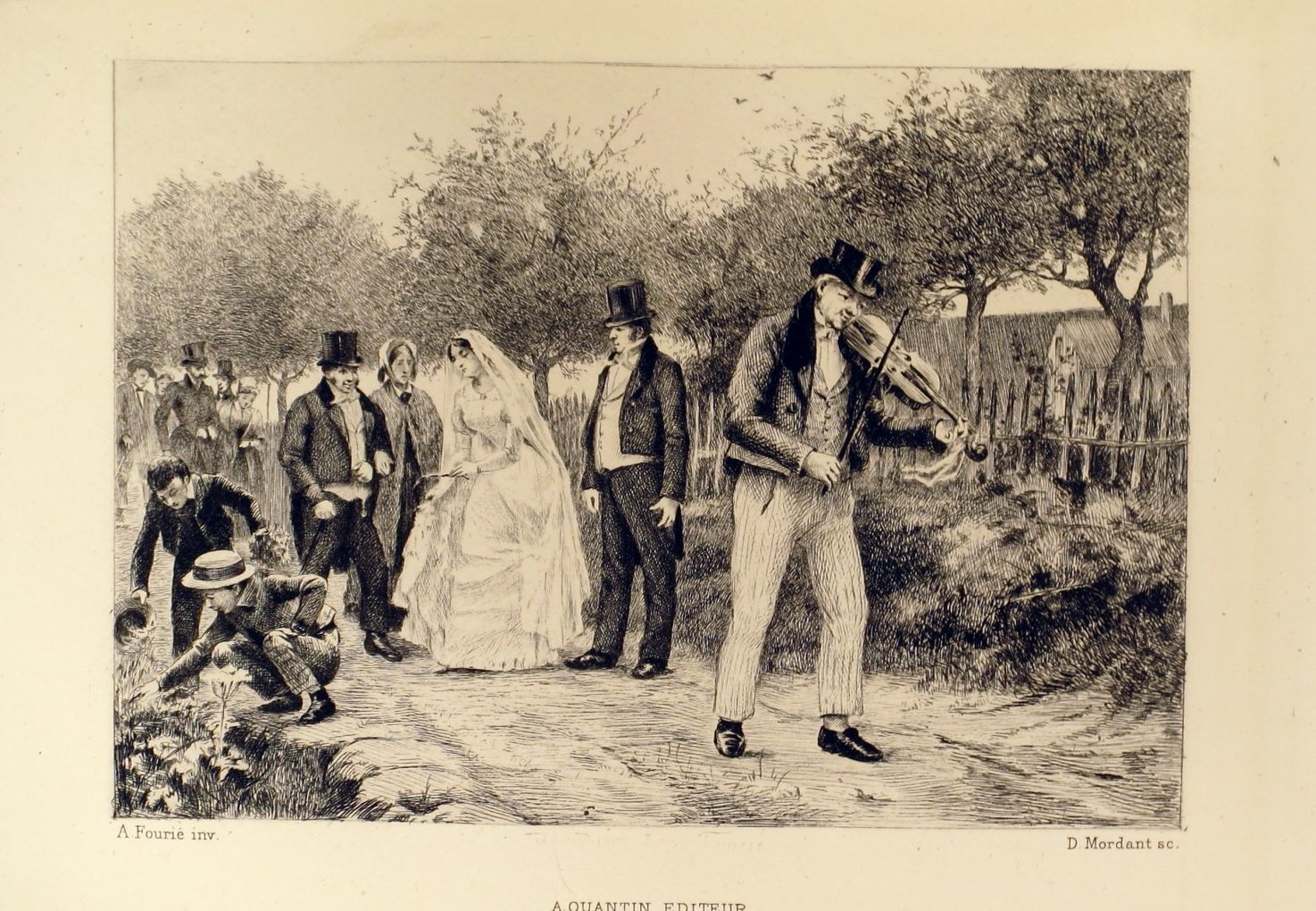
O casamento de Emma e Charles.

1- Infância de Charles Bovary: o dia do estudante; 
2- Primeiro casamento. Charles encontra Rouault e sua filha Emma; a primeira esposa de Charles morre; 
3- Charles pede Emma em casamento; 
4- O casamento; 
5- O novo lar em Tostes; 
6- Um relato da infância de Emma e o seu mundo de fantasia secreta; 
7- Emma fica entediada; convite para um baile pelo Marquês d'Andervilliers; 
8- O baile no Château La Vaubyessard; 
9- Emma segue modas, reclama de tédio a Charles, e eles decidem se mudar; eles descobrem que ela está grávida;
Parte II
1- Descrição do Yonville-l'Abbaye: Homais, Lestiboudois, Binet, Bournisien, Lheureux 
2- Emma conhece Léon Dupuis, escrevente do advogado 
3- Emma dá à luz Berta, a visita na casa da ama com Léon 
4- Um jogo de cartas; amizade de Emma com Léon cresce 
5- Viagem para ver o linho; Emma está resignada com a sua vida 
6- Emma visita o padre Bournisien; Berta é ferida; Léon viaja a Paris 
7- A mãe de Charles a proíbe de ler; a sangria do colono de Rodolphe; Rodolphe conhece Emma 
8- O comício sobre agricultura; Rodolphe corteja Emma
9- Seis semanas mais tarde Rodolphe regressa e saem a cavalo, ele a seduz e o caso começa
10- Emma encontra Binet no caminho, Rodolphe fica nervoso; uma carta de seu pai faz Emma se arrepender 
11- Operação no pé torto de Hippolyte; M. Canivet tem que amputar; Emma volta para Rodolphe 
12- Extravagâncias de Emma; briga com a mãe de Charles; planos para fugir
13- Rodolphe foge; Emma cai gravemente doente 
14- Charles é assolado por contas; Emma fica religiosa; Homais e Bournisien discutem 
15- Emma encontra Léon na ópera de Lucie de Lammermoor
Parte III
1- Emma e Léon conversam; visita a catedral de Rouen; 
2- Emma vai a casa de Homais; o pai de Bovary morreu  
3- Ela visita Léon em Rouen 
4- Ela recomeça as "lições de piano", às quintas-feiras 
5- Encontros com Léon; Emma começa a mexer nas contas 
6- Emma torna-se visivelmente ansiosa; dívidas fora de controle 
7- Emma pede dinheiro a várias pessoas 
8- Rodolphe não pode ajudá-la; ela engole arsénio; sua morte 
9- Preparativos para o funeral de Emma; chegada de Rouault
10- O funeral 
11- Charles descobre as traições de Emma e morre; Berta vai morar com uma tia e tem que trabalhar para seu sustento; Homais é condecorado.

## Enredo
O romance conta a história de Emma, uma jovem sonhadora, criada no campo e educada em um convento. De alma burguesa, bonita e requintada para os padrões provincianos, aprendeu a ver a vida através da literatura sentimental. Com a cabeça cheia de fantasias românticas e disposta a sair do campo, casa-se com Charles, um médico de província sem ambições. Pouco tempo depois do casamento, Emma apercebe-se de que a vida de casada não é o sonho maravilhoso retratado nos livros que lê. Nem mesmo o nascimento da filha consegue deixá-la menos entediada e frustrada com a vida que elegeu. Sente-se infeliz, cansada do marido, pois reconhece que Charles jamais conseguirá satisfazer seus desejos de amor. Emma, cada vez mais angustiada e deprimida, busca no adultério uma forma de encontrar a liberdade e a felicidade. Decepcionada com o marido e com os amantes, Emma dá fim a própria vida tomando arsênico. Charles só descobre que foi traído depois da morte da esposa, quando encontra no fundo de uma gaveta as cartas de Léon e Rodolphe, amantes de Emma.  O sofrimento de Charles é tão grande que ele acaba morrendo. Berthe, a filha do casal, vê o pai com “a cabeça caída para trás e encostada à parede, os olhos fechados, a boca aberta (...) E acreditando que ele estava a brincar empurrou-o levemente. Caiu no chão. Estava morto”.  

## Crítica social
Como crítica social, nesta obra é perceptível o direcionamento claro do autor à classe burguesa, a qual ele mesmo fazia parte, sem negar. Esta “involuntária” participação na sociedade de consumo que se formava no sec. XIX impulsionada pela Revolução Industrial que produzia, produzia, produzia... “criando” necessidades pessoais de consumo leva Flaubert a criticar sua dependência econômica e social neste meio. Emma, além de sonhadora, é uma mulher insatisfeita, mesmo não lhe faltando nada e tendo a possibilidade de comprar o achar necessário, ela afoga a família em dívidas feitas ao longo da trama. É exatamente neste comportamento que percebemos a crítica de Flaubert, se ele declarou ser Emma Bovary, assim como a personagem ele se viu escravo do consumo. Na verdade, esta personagem representa a rejeição do autor aos burgueses materialistas de sua época. Além disso, Emma também tinha outras características pessoais, na qual o autor pode refletir, criticar e expor muito da sua própria vida.